# Goran Kulenović
Goran Kulenović (Zagreb, 1971.) je hrvatski redatelj i scenarist.

## Uloge

### Redatelj i scenarist na televiziji
- "Bitange i princeze" (2005. – 2010.)
- "Provodi i sprovodi" (2011. – 2012.)
- "Crno-bijeli svijet" (2015. – 2019.)
- "Direktor" - autor serije (zajedno s Ivorom Hadžiabdić) (2020.)

### Redatelj i scenarist na filmu
- "Sobica" (1992.)
- "Okus limuna" (1993.)
- "Trgovci srećom" (1999.)
- "24 sata" (segment "Ravno do dna") (2002.)
- "Pjevajte nešto ljubavno" (2007.)
- "Smrt djevojčice sa žigicama" (2023.)

### Glumac
- "Bitange i princeze" kao konobar i Goran Kulenovik (2005. – 2006., 2009.)
- "Pjevajte nešto ljubavno" kao antipatični tip (2007.)
- "Crno-bijeli svijet" kao nosač #2/glas ljutitog brigadira/pacijent #2 (2015. – 2016.; 2020.)

## Vanjske poveznice
- Goran Kulenović u internetskoj bazi filmova IMDb-u (engl.)